# Lijst van voetbalinterlands Engeland - Servië
Deze lijst van voetbalinterlands is een overzicht van alle officiële voetbalwedstrijden tussen de nationale teams van Engeland en Servië. De landen speelden tot op heden een keer tegen elkaar. De eerste ontmoeting, een groepswedstrijd tijdens het Europees kampioenschap voetbal 2024, werd gespeeld op 16 juni 2024 in Gelsenkirchen (Duitsland).

## Wedstrijden
| № | Plaats        | Datum            | Competitie           | Wedstrijd         | Uitslag |
| - | ------------- | ---------------- | -------------------- | ----------------- | ------- |
| 1 | Gelsenkirchen | 16 juni 2024     | EK 2024              | Servië – Engeland | 0 – 1   |
| 2 | Belgrado      | 9 september 2025 | WK 2026 kwalificatie | Servië − Engeland |         |

## Samenvatting
| Competitie   | Totaal gespeeld | Winst Engeland | Gelijk | Winst Servië | Doelsaldo Engeland – Servië |
| ------------ | --------------- | -------------- | ------ | ------------ | --------------------------- |
| EK-eindronde | 1               | 1              | 0      | 0            | 1 − 0                       |
| Totaal       | 1               | 1              | 0      | 0            | 1 − 0                       |